# Adriano Darioli
Adriano Darioli (Bognanco, 14 gennaio 1956) è un ex biatleta italiano.

## Biografia
Nato nel 1956 a Bognanco, in Piemonte, nel 1981 e 1982 ha preso parte ai Mondiali: a Lahti 1981 è arrivato 23º nell'individuale, 26º nello sprint e 9º nella staffetta, a Minsk 1982 invece 16º nell'individuale e 19º nello sprint.
A 24 anni ha partecipato ai Giochi olimpici di Lake Placid 1980, chiudendo 19º nell'individuale con il tempo di 1h15'11"22, 25º nello sprint in 36'14"17 e 9º nella staffetta con il tempo di 1h40'20"79 insieme a Celestino Midali, Arduino Tiraboschi e Luigi Weiss.
4 anni dopo ha preso parte di nuovo alle Olimpiadi, quelle di Sarajevo 1984, terminando 28º nell'individuale con il tempo di 1h21'14"0 e 5º nella staffetta in 1h42'32"8 insieme a Johann Passler, Gottlieb Taschler e Andreas Zingerle.
Ai campionati italiani ha vinto 6 medaglie: 2 ori (1981 e 1984) nell'individuale e 1 oro (1980), 2 argenti (1981 e 1984) e 1 bronzo (1982) nello sprint.
Ha chiuso la carriera a 35 anni, nel 1991.